# Cyclamen graecum
Cyclamen graecum là một loài thực vật có hoa trong họ Anh thảo. Loài này được Link mô tả khoa học đầu tiên năm 1834.

## Hình ảnh

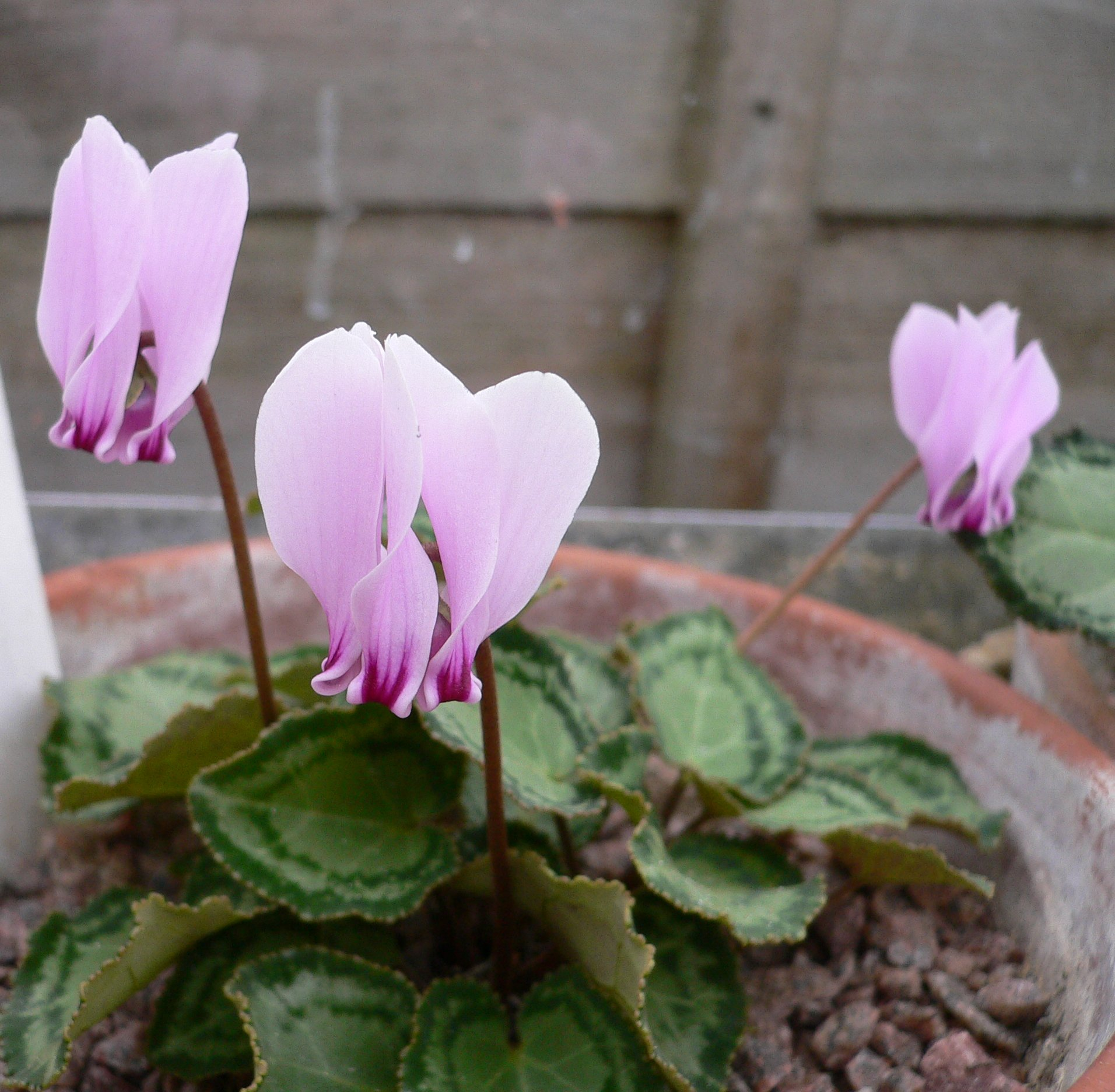
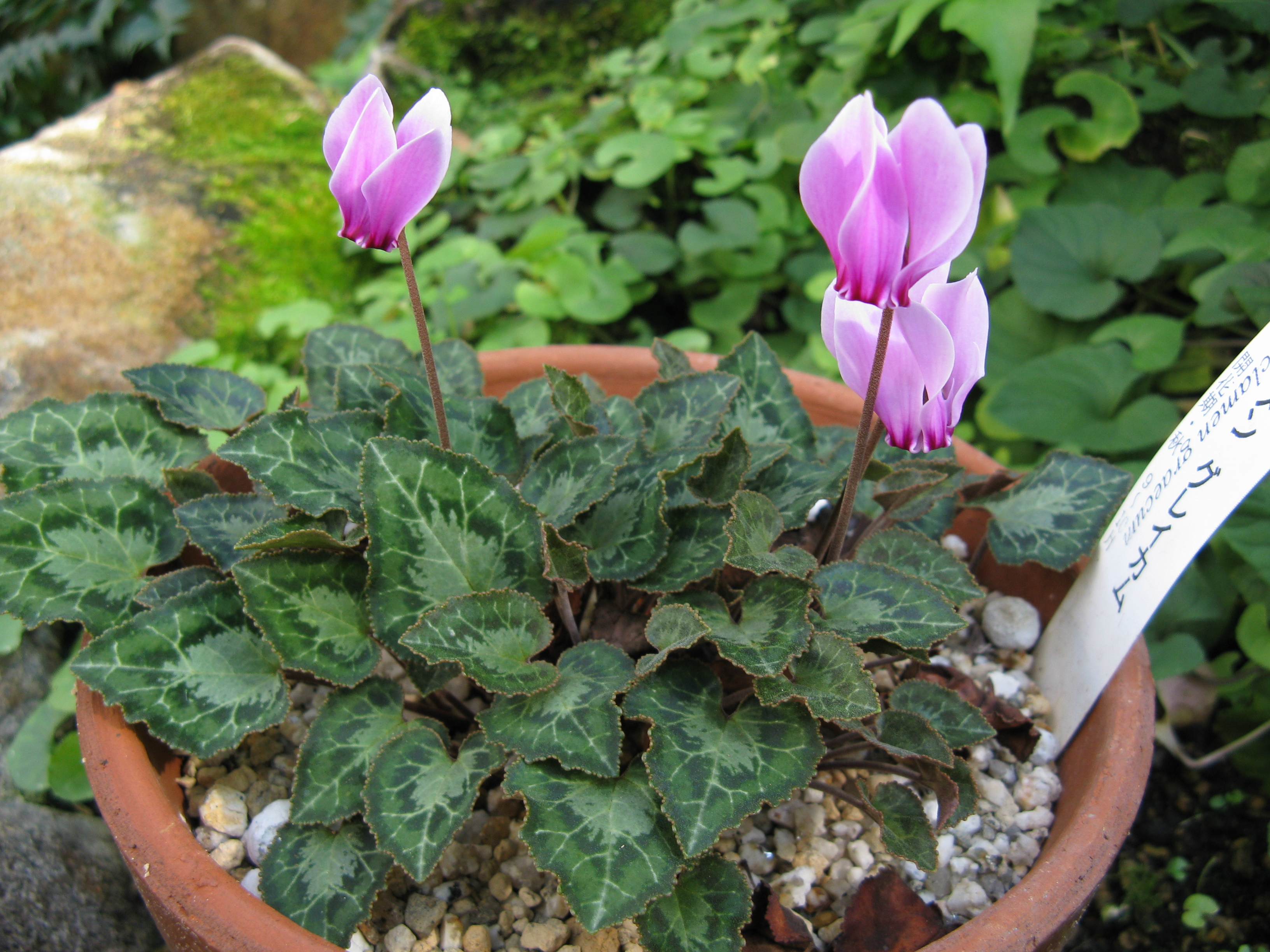
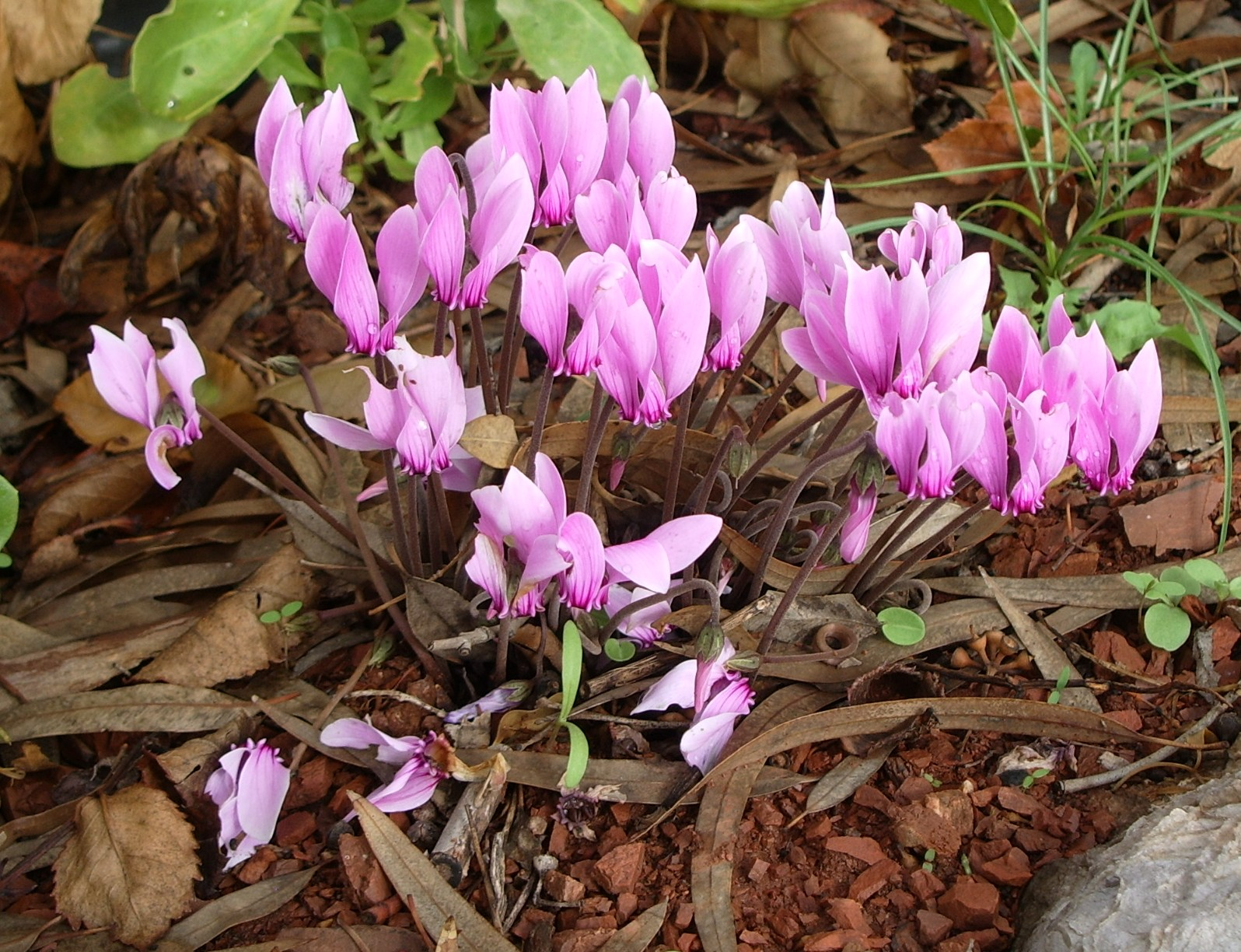
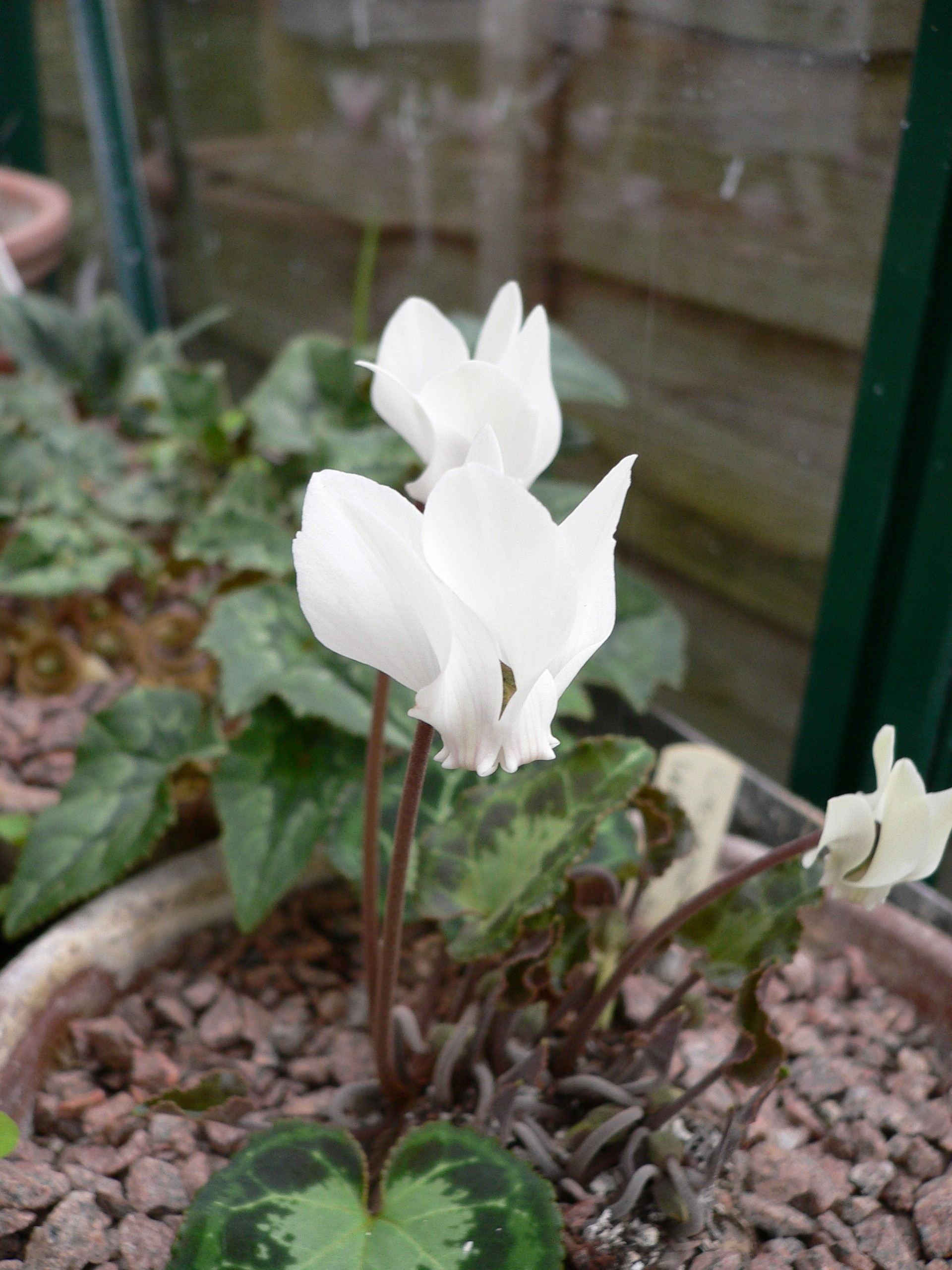